# Динамо (Панчево)
ФК «Дина́мо» Панчево (серб. Фудбалски клуб Динамо Панчево) — сербський футбольний клуб з міста Панчево, заснований 1945 року. Виступає у Лізі Воєводина. Домашні матчі приймає на стадіоні «Градскі», потужністю 6 000 глядачів.